# First Time (canción de Kygo y Ellie Goulding)
«First Time» es una canción del disc jockey y productor noruego Kygo en colaboración con la cantante inglesa Ellie Goulding. Fue lanzado el 28 de abril de 2017, como el segundo sencillo del próximo álbum de estudio de Kygo.

## Lista de canciones
| Descarga digital |              |          |  |
| N.º              | Título       | Duración |  |
| 1.               | «First Time» | 3:13     |  |

## Posicionamiento en listas
| Lista (2017–18)                             | Mejor posición |
| ------------------------------------------- | -------------- |
| Australia (ARIA)                            | 29             |
| Austria (Ö3 Austria Top 40)                 | 23             |
| Bélgica (Flandes) (Ultratip Bubbling Under) | 1              |
| Bélgica (Valonia) (Ultratip Bubbling Under) | 2              |
| Canadá (Canadian Hot 100)                   | 26             |
| República Checa (Rádio Top 100)             | 6              |
| República Checa (Singles Digitál Top 100)   | 13             |
| Dinamarca (Tracklisten)                     | 18             |
| Finlandia (OFC)                             | 13             |
| Francia (SNEP)                              | 34             |
| Alemania (Media Control AG)                 | 28             |
| Hungría (Rádiós Top 40)                     | 12             |
| Hungría (Single Top 40)                     | 36             |
| Irlanda (IRMA)                              | 21             |
| Italia (FIMI)                               | 41             |
| Letonia (Latvijas Top 40)                   | 16             |
| Lebanon (Lebanese Top 20)                   | 7              |
| Malaysia (RIM)                              | 15             |
| Países Bajos (Dutch Top 40)                 | 14             |
| Países Bajos (Mega Top 50)                  | 38             |
| Países Bajos (Mega Single Top 100)          | 22             |
| Nueva Zelanda (Recorded Music NZ)           | 32             |
| Noruega (VG-lista)                          | 3              |
| Portugal (AFP)                              | 30             |
| Escocia (Scottish Singles Sales Chart)      | 10             |
| Eslovaquia (Rádio Top 100)                  | 60             |
| Eslovaquia (Singles Digitál Top 100)        | 13             |
| España (Top 100 Canciones)                  | 27             |
| Suecia (Sverigetopplistan)                  | 6              |
| Suiza (Schweizer Hitparade)                 | 14             |
| Reino Unido (UK Singles Chart)              | 34             |
| Estados Unidos (Billboard Hot 100)          | 67             |
| Estados Unidos (Hot Dance Club Songs)       | 6              |
| Estados Unidos (Hot Dance/Electronic Songs) | 9              |

## Certificaciones
| País   | Organismo certificador | Certificación | Ventas certificadas | Ref.   |
| ------ | ---------------------- | ------------- | ------------------- | ------ |
| México | AMPROFON               | Platino       | 60,000              | [ 38 ] |